# Mad About You (chanson)
Pour les articles homonymes, voir Mad About You.
Singles de Hooverphonic
Lung
(1998) Vinegar & Salt
(2000)
Mad About You est une chanson du groupe belge Hooverphonic écrite par Alex Callier, sortie en 2000 en tant que premier single de leur troisième album studio, The Magnificent Tree. Mad About You est souvent considéré comme le chef-d'œuvre du groupe et son plus grand succès international,.

## Présentation
La chanson présente un arrangement de cordes radical qui caractérise le genre trip hop. Il est aussi similaire dans le style à un thème de film du genre James Bond, avec son orchestration et ses paroles dramatiques. La chanson parle d'un amour interdit — une idée également véhiculée dans la vidéo — avec les paroles « Can someone tell me if it's wrong to be so mad about you? ».
Dans une interview sur la radio MNM, Alex Callier révèle que l'inspiration pour la chanson vient de ses rencontres avec Cathy Dennis, qu'il a rencontrée pour la première fois lors d'un camp d'écriture de chansons en 1998 où ils avaient eu un désaccord sur le vin douteux (fishy wine), et il se souvient également d'une folle balade en voiture avec elle à travers Londres, conduisant parfois sur la mauvaise voie (driving in the wrong lane). Des anecdotes qui sont exploitées dans les paroles de Mad About You.
Il existe deux versions du clip vidéo, une belge et une internationale.
Le single contient également la chanson Visions, écrite spécifiquement pour être jouée lors de la cérémonie d'ouverture de l'Euro 2000, organisé par la Belgique et les Pays-Bas.
Mad About You est reprise par le groupe, avec la chanteuse Noémie Wolfs et un orchestre symphonique, lors d'un concert à la Koningin Elisabethzaal d'Anvers le 27 avril 2012, sorti sur les CD et DVD Hooverphonic with Orchestra Live. Dans cette version, la chanson présente la même ouverture que le hit Daydream d'un autre groupe belge, Wallace Collection, les deux chansons présentant également des thèmes de la scène finale du Lac des cygnes de Tchaïkovski.
Cette idée est due à Cédric Murrath, qui est à la fois le violoniste de la reformation de Wallace Collection et le chef d'orchestre du Hooverphonic with Orchestra Live.
Le 9 novembre 2020, un nouvel enregistrement de la chanson est publié, pour célébrer son 20e anniversaire. Le même jour est annoncé le retour de la chanteuse historique Geike Arnaert au sein du groupe.

## Classements
| Palmarès (2000–2001)                 | Position |
| ------------------------------------ | -------- |
| Australie - ARIA                     | 146      |
| Belgique - Ultratop 50 (Flandre)     | 23       |
| Belgique - Ultratop 50 (Wallonie)    | 35       |
| France - Top 50 (SNEP)               | 39       |
| Italie (FIMI)                        | 8        |
| Pays-Bas - Single Top 100            | 83       |
| Royaume-Uni - UK Singles Chart (OCC) | 104      |

## Utilisation dans les médias
Mad About You est utilisée dans la bande originale des films Driven (2001), New Best Friend (2002), Sept Ans de séduction (2005) et Ma première fois (2012).
La chanson est présente dans l'épisode Un grand courage de la série New York 911 en 2001 (saison 3, épisode 7) et dans l'épisode  Brebis égarées de Cold Case : Affaires classées en 2005 (saison 3, épisode 15).
Elle est jouée en 2004 dans un épisode de la série Las Vegas (Montecito Lancers : saison 2, épisode 7) de NBC.
Elle figure dans l'émission The Umbrella Academy en 2019 (saison 1, épisode 8) et dans la série The Innocent en 2021 (épisode 6) sur Netflix.
Mad About You est également utilisée dans des spots publicitaires pour l'Association des sociétés françaises d'autoroutes en 2001, Special K de Kellogg's en 2013 et Ferrero Rocher en 2016.

## Reprises
Mad About You fait l'objet de différentes reprises par The New Dominions (2008), Bristol (2015) et Matt Forbes (2019). La chanteuse pop hongkongaise Joey Yung reprend la chanson en cantonais sur son album de 2002 Something About You.
Elle est interprétée en 2010 par Luce lors de la finale de la Nouvelle Star. Elle est également chantée par plusieurs candidats de The Voice Belgique, lors des saisons 4, 6 et 7, ainsi que dans la saison 5 de The Voice Ahla Sawt.